# 国防省 (クロアチア)
国防省（Ministarstvo obrane Republike Hrvatske；略称MORH）は、クロアチア共和国の軍事問題を管掌する機関。クロアチア共和国軍を傘下に置く。

## 機構
国防相
- 国防省官房
- 国防相秘書官
- クロアチア共和国軍参謀本部

国家秘書官
- 法務部
- 社会関係・情報部
- 軍事保安庁
- 国防監察局
- 国防研究・開発研究所
- 防衛政策局（M1）
- 人的資源局（M2）
- 物資局（M3）
- 会計・予算局（M4）